# Área bruta locável
Área bruta locável ou simplesmente ABL é um termo para designar a área interna de um edifício, como por exemplo shopping centers, destinado à locação de salas e quiosques. a Área bruta locável é medida em metros quadrados e é muito utilizada para comparação de tamanho de centros comerciais.
Por exemplo, tamanho de determinado centro comercial é de 5 mil m² de ABL, enquanto doutro centro comercial é de apenas 4 mil m² de ABL.